# Sendangasri
Sendangasri is een bestuurslaag in het regentschap Rembang van de provincie Midden-Java, Indonesië. Sendangasri telt 2142 inwoners (volkstelling 2010).